# Risikoorgan
Ein Risikoorgan (englisch organ at risk) ist in der Strahlentherapie maligner Tumoren (Krebs) ein gesundes Gewebe oder Organ mit einer gewissen Strahlenempfindlichkeit, welches sich in der Nähe eines Tumors oder im bestrahlten Volumen befindet. Es unterliegt somit einer bestimmten Strahlenexposition. Für die Bestrahlungsplanung ist es daher notwendig, die Toleranzdosen der Risikoorgane zu kennen und die verordnete Therapiedosis in räumlicher Lage und Applikationsdauer anzupassen. Ziel ist es, das gesunde Gewebe so weit wie möglich zu schonen, bei größtmöglicher Zerstörung des bösartigen Tumors.
Ein Beispiel für ein Risikoorgan ist das Rückenmark (Myelon) bei der Behandlung eines Lungentumors.

## Klassifikation
In der therapeutischen Praxis ist es von Bedeutung, ob die Bestrahlung eines Risikoorgans einen kompletten oder nur teilweisen Funktionsverlust nach sich ziehen könnte. Daher nimmt die International Commission on Radiation Units and Measurements (ICRU, im Report 50 und 62) eine Einteilung in „serielle“, „parallele“ oder zugleich „serielle“ und „parallele“ Organe vor:
Eine Beschädigung eines Teils eines „seriellen“ Organs bewirkt, dass das Organ seine Funktion nicht mehr erfüllen kann. Beispiel: Ein Strahlenschaden der Rückenmarksstruktur kann die Nervenleitung unterbrechen.
Erleidet ein „paralleles“ Organ einen partiellen Strahlenschaden, ist es in der Ausführung seiner Funktion eingeschränkt, aber nicht komplett ausgefallen. Ist beispielsweise ein Teil der Lunge betroffen, verkleinert sich die Austauschfläche, ein Gasaustausch kann aber dennoch in dem unbeschädigten Lungenteil weiterhin stattfinden.
Viele Organe sind so komplex, dass sie sowohl aus seriellen als auch aus parallelen Komponenten bestehen. Ein Nephron zum Beispiel ist ein Bestandteil der Nieren und besteht aus einer sehr komplexen Abfolge beider möglichen Einheiten.